# Сергейково (Московская область)
Сергейково — деревня в Дмитровском районе Московской области, в составе Сельского поселения Костинское. Население — 0 чел. (2010). До 2006 года Сергейково входило в состав Костинского сельского округа.

## Расположение
Деревня расположена в юго-восточной части района, примерно в 12 км на юго-восток от Дмитрова, на правом берегу реки Яхромы, высота центра над уровнем моря 177 м. Ближайшие населённые пункты — посёлок Лавровки с Трощейково на севере и Труневки на северо-востоке.

## Население
| 2002 | 2006 | 2010 |
| ---- | ---- | ---- |
| 13   | ↘5   | ↘0   |